# 강미의
강미의(江美仪, Elena Kong, 1971년 9월 20일 ~ )는 중국의 배우다.

## 방송
- 만황지왕 (2011)
- 와일드 스트리트 2 (2012)
- Triumph in the Skies 2 (2013)
- 사도행자 : 무간도 (2014)

## 영화
- 오피스 유귀 (2002)
- 망불료 (2003)
- 양개독립포장적여인 (2003)
- 보응 (2011)
- 심플 라이프 (2012)
- 잔혹 동화 살인마 (2012)
- 제일차불시니 (2013)
- 방가정정당 (2016)
- 시스터후드 (2016)
- 열여섯의 봄 (2019)